# Wangchug Gyaltsen
Wangchug Gyaltsen was een Tibetaans geestelijke.

## Keizerlijk leermeester
Volgens de Shi-Lao zhuan met biografieën van beroemde boeddhisten en taoïsten zou hij de negende keizerlijk leermeester (dishi) zijn geweest, van 1323 tot 1325 voor Yuankeizer Yesun Timur Khan. Deze titel werd voor het eerst werd toegekend aan Phagspa door keizer Koeblai Khan. Een mogelijkheid is was hij een plaatsvervangend keizerlijk leermeester was tijdens de afwezigheid van de achtste meester Künga Lodrö Gyaltsen Päl Sangpo in de Chinese hoofdstad Dadu (Peking). In Tibetaanse historische beschrijvingen wordt hij echter niet genoemd.